# Жалманкулакский сельский округ
Жалманкула́кский се́льский окру́г (каз. Жалманқұлақ ауылдық округі) — административная единица в составе Егиндыкольского района Акмолинской области Республики Казахстан. Административный центр — село Жалманкулак.

## История
В 1989 году существовал как Калининский сельсовет (село Жалманкулак). Позже в его состав вошёл Жулдызский сельсовет (сёла Жулдыз и Коныртубек).
В 2019 году село Коныртубек было ликвидировано.

## Население
| Численность населения | Численность населения | Численность населения |
| 1989                  | 1999                  | 2009                  |
| --------------------- | --------------------- | --------------------- |
| 1530                  | ↘1256                 | ↘186                  |

## Состав
В состав сельского округа входят 2 населённых пункта.
| № | Населённый пункт | Тип населённого пункта       | Население, 1989 | Население, 1999 | Население, 2009 |
| - | ---------------- | ---------------------------- | --------------- | --------------- | --------------- |
| 1 | Жалманкулак      | село, административный центр | 1 530           | 741             | 92              |
| 2 | Жулдыз           | село                         | 800             | 370             | 50              |
| 3 | Коныртубек       | село (бывшее)                | 338             | 145             | 44              |

## Экономика
На территории сельского округа зарегистрировано 42 крестьянских хозяйств, занимающихся производством зерна и животноводством. Градообразующим предприятием является ТОО «Жулдыз КП».

## Объекты округа
На территории сельского округа работает 1 медицинский пункт.